# Kostel Nejsvětější Trojice (Nová Ves)
Kostel Nejsvětější Trojice je nevyužívaný římskokatolický, v minulosti farní kostel v Nové Vsi v okrese Sokolov v Karlovarském kraji. Od roku 1963 je kostel chráněn jako kulturní památka. Nedaleko kostela při cestě ke hřbitovu stojí sloup se sousoším Nejsvětější Trojice, vyhlášený roku 2012 kulturní památkou.

## Historie
Na místě dnešního kostela stála barokní kaple Nejsvětější Trojice, postavená v letech 1700 až 1707. Jako filiální spadala pod kostel svatého Jiří v Bečově nad Teplou. V barokním stylu byla kaple rozšířena na kostel prodloužením původní lodi a přístavbou zvonové věže. Vnitřní vybavení kostela bylo doplněno roku 1733 a následně byl kostel zasvěcen Nejsvětější Trojici a Korunování Panny Marie. Roku 1738 byly na stěnu kostela umístěny sluneční hodiny. Nová věž kostela dlouho nevydržela a roku 1760 musela být snesena. Místo ní byla v letech 1764 až 1771 před západním průčelím kostela postavena nová hranolová zvonová věž s typickým barokním cibulovým zakončením. Ve štítovém nástavci portálu je uveden letopočet 1767. Po odsunu německého obyvatelstva po druhé světové válce došlo k začlenění Nové Vsi do vojenského újezdu Prameny. Následně došlo k devastaci nejen kostela, ale i postupnému zániku původních domů a usedlostí v Nové Vsi. Kostel chátral, sloužil k jiným účelům, například jako skladiště, kino či kulturní sál pro vojáky. Devastace pokračovala i po odchodu armády. Na počátku 21. století byl kostel v havarijním stavu. Uvnitř již prázdný kostel byl převeden z majetku církve do vlastnictví obce. Obec zahájila roku 2011 postupnou rekonstrukci kostela. V roce 2013 byla provedena oprava cibulové báně věže a střechy sakristie a byla položena nová krytina střechy lodi. Kostel byl nově omítnut. Opravy probíhají i v současnosti (2025).

## Architektura
Kostel je jednolodní neorientovaná stavba na obdélném půdorysu s protáhlým trojbokým odsazeným presbytářem. Sedlová střecha byla původně šindelová, nyní eternitová. Připojená čtvercová sakristie má v ose valbovou stříškou. Hranolová věž je ukončena osmibokou věžičkou s cibulovou bání. Čelní stěna a rovněž zaoblená nároží věže jsou z pískovcových kvádrů. Nároží zdobí kamenné pilastry. Na čelní straně věže je kamenný portál. V bočních stěnách věže se nacházejí obdélná, polokruhově ukončená okna. Stěny věže jsou pod střechou ukončeny mohutnou římsou.

## Interiér a vybavení
Loď obdélného půdorysu je plochostropá, původně byla kryta dřevěným barokním kazetovým stropem z počátku 18. století. V období působení armády ve vojenském újezdu Prameny došlo ke zničení interiéru kostela. Původní kruchta byla odstraněna a nahrazena promítacím podiem. Stržen byl stržen původní kazetový strop a nahrazen vlnitým plechem. Část původního kazetového stropu se nyní nachází v loketském hradu. Nejhodnotnější uměleckým dílem kostela byl hlavní oltář Korunování Panny Marie z roku 1708, pocházející z dílny chebského sochaře a řezbáře Johanna Karla Stilpa. Jedná se o dynamickou kompozici s bohatou figurální výzdobou. Ústředním motivem je ikonograficky ustálené Korunování Panny Marie. Celá scéna byla doplněna o četné postavy archandělů a andělů. Některé vybavení kostela bylo převezeno do jiných kostelů, zbytek byl zničen nebo rozkraden. Hlavní oltář a křtitelnice byly převezeny do kostela sv. Víta v Radošovicích na Benešovsku, varhany, obrazy křížové cesty, dva zvony a tři sochy světců jsou v kostele sv. Václava ve Václavicích. Kostel chátral i poté, co armáda opustila prostor Slavkovského lesa. Po roce 1989 byl kostel několikrát vykraden. Po prvním vloupání, kdy zmizely některé sochy, bylo několik nejcennějších barokních skulptur převezeno do centrálního depozitáře pražského arcibiskupství. Při další krádeži ovšem zmizely další sochy, například socha sv. Víta, sv. Norberta a sv. Vojtěcha.